# Main Bitch
Main Bitch è un singolo della rapper Italiana Myss Keta, pubblicato il 31 gennaio 2019 come primo estratto dal secondo album in studio Paprika.

## Tracce
1. Main Bitch – 3:29 (Dario Pigato, Myss Keta, Simone Rovellini, Umberto Violo, Stefano Riva)